# Capitulación (rendición)

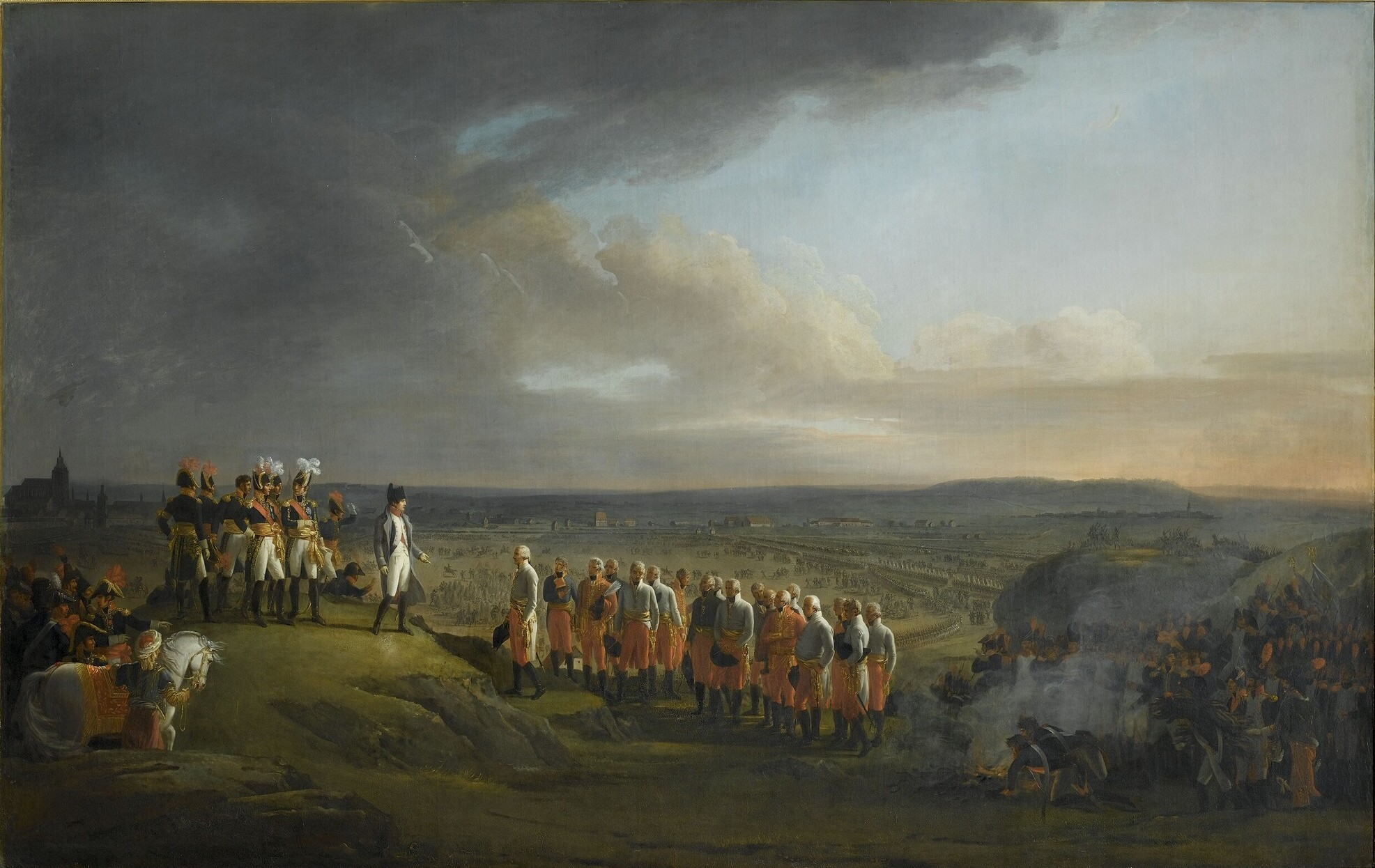
Napoleón Bonaparte acepta la capitulación de los austriacos en Ulm después de la victoria francesa en la batalla homónima.

Se denomina capitulación al convenio en que se estipula la rendición de un ejército, plaza o punto fortificado. El nombre capitulación hace referencia a los capítulos y condiciones necesarias para llevar a cabo una rendición.
La capitulación conlleva la rendición de las fuerzas derrotadas y la entrega del territorio y sus posesiones a los vencedores a cambio de una serie de condiciones. Las condiciones son acordadas por los líderes y diplomáticos de ambos bandos en disputa y afectan a todos sus subordinados. Las condiciones pueden ser de carácter religioso, civil o militar. Las capitulaciones siempre suelen ser más beneficiosas que la captura y conquista de los asentamientos en disputa ya que evitan pérdidas en las facciones enfrentadas. Sin embargo, la rendición significa normalmente una falta de honor y valentía de los líderes del bando perjudicado por las condiciones y por ello solo se emplea como último recurso o por miedo a la destrucción total de una de las partes.
El artículo 35 de la Convención de La Haya (1899) sobre las leyes y costumbres de la guerra establece que las capitulaciones acordadas entre las partes firmantes deben estar de acuerdo con las reglas del honor militar. Y una vez acordadas deben ser respetadas por ambas partes.

## Formas

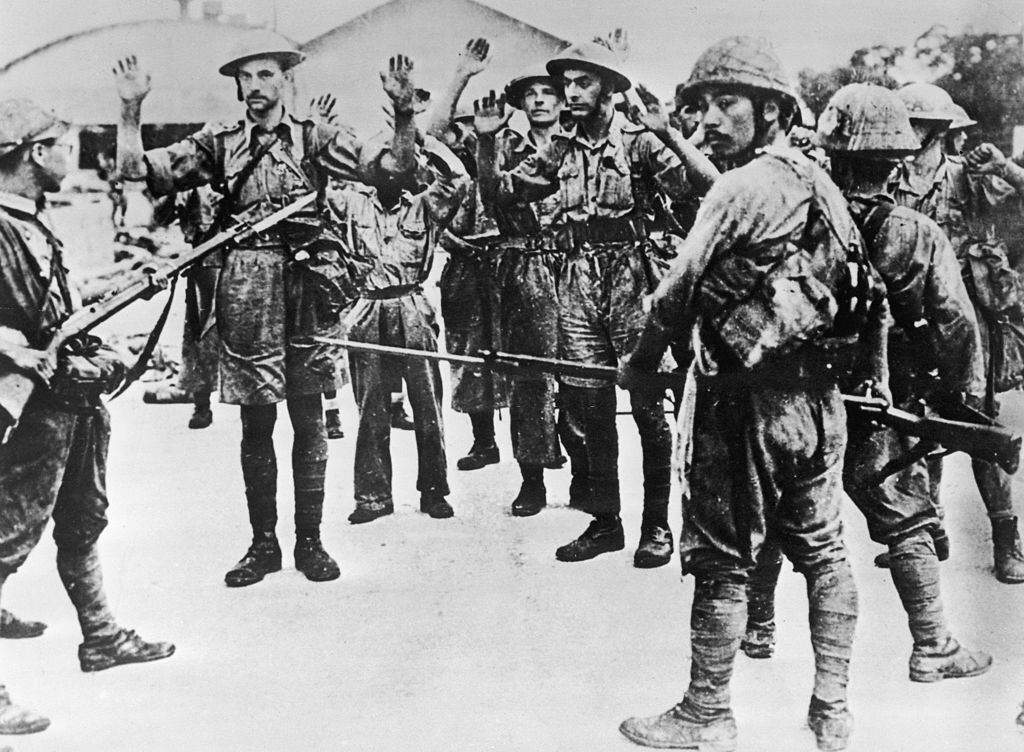
Capitulación de las tropas británicas mantenidas a punta de fusil por la infantería japonesa en la batalla de Singapur.

La conclusión de una rendición legal de guerra se inicia mediante una solicitud de rendición mediante el uso de representantes designados enviados por la parte vencedora o una capitulación mediante la tregua apropiada de la parte derrotada. Sin embargo, también se utilizan otras formas de transmitir información como folletos, radio o altavoces. La conclusión no requiere ninguna forma especial y no requiere la participación de gobiernos o parlamentos, por ejemplo en forma de ratificación.
Cuando se trata de rendirse, se hace una distinción entre:
- rendición (condicional u honorable), en la que la parte derrotada menciona las condiciones de las que depende el cese de la lucha; en su mayoría se trata de la protección de la libertad ("retirada libre") o al menos la vida de los desamparados - "retirada libre" o "tratamiento como prisioneros de guerra habituales " (se les concede el perdón). A diferencia del armisticio, la parte victoriosa desarmará por lo general al oponente para evitar ataques en caso de un cambio de opinión. Se puede poner fin a un cese del fuego unilateralmente en cualquier momento (Art. 36 HLKO ), mientras que una rendición no puede terminarse.[5]

Hasta la época de la guerra franco-prusiana había retirada libre con armas y honores militares. A la fuerza que se rendía se le permitía  una formación cerrada con banderas ondeantes, con armamento completo, con su propiedad privada, con un juego de sonido (es decir, con una banda militar haciendo música) y una mecha encendida, para dejar la escena de la batalla por un camino acordado. A menudo, cada soldado que se retiraba tenía que comprometerse a no luchar contra el otro firmante de la rendición durante un cierto período de tiempo, generalmente un año o durante la campaña. Dado que el honor personal todavía desempeñaba un papel importante en la sociedad civil en ese momento, especialmente para los oficiales nobles, representaba una forma segura de dejar fuera de combate a un oponente sin tener que lidiar con demasiados prisioneros de guerra.
- rendición incondicional, en la que, además de la rendición militar, también se lleva a cabo la rendición político-estatal. La autoridad sobre todas las instalaciones militares se transfiere al enemigo. Pero siempre son los militares los que se rinden. El término rendición incondicional se utilizó por primera vez en la guerra civil estadounidense de 1861/65. Los ejércitos de los estados del sur tuvieron que rendirse individualmente (Lee, Johnston , ...). Los estados del sur dejaron de existir como entidad política independiente y volvieron a estar bajo el dominio de la Unión (EE.UU ).

Durante la Segunda Guerra Mundial, el término rendición incondicional fue utilizado por primera vez por los Aliados contra Alemania y Japón en la Conferencia de Casablanca de 1943 . Esto descartó la posibilidad de un alto el fuego con otro liderazgo político. Se desarmaría al enemigo, se ocuparía el país y se instalaría un gobierno militar aliado.

## Capitulaciones célebres
- El Tratado de Granada en el cual los Reyes Católicos aceptan en 1491, con una serie de condiciones, la rendición del Reino de Granada.
- La Capitulación de Ayacucho en donde la mayoría de las fuerzas españolas instaladas en América del Sur aceptan la rendición con algunas condiciones, incluyendo evitar ser condenados o apresados por las autoridades de las nuevas repúblicas.

### Stalingrado
Una capitulación condicional, también denominada rendición honrosa, se le ofreció al Sexto Ejército Alemán por el Coronel General Rokossovski de la Unión Soviética el 8 de enero de 1943 en Stalingrado durante la campaña del Este durante la Segunda Guerra Mundial:
“Garantizamos a todos los oficiales, suboficiales y hombres que renuncien a la resistencia, la vida y la seguridad, así como el regreso a Alemania al final de la guerra o, a petición de los prisioneros de guerra, a cualquier otro país.
Todos los miembros de las tropas de la Wehrmacht que se rindan conservan su uniforme, sus insignias y medallas, efectos personales y objetos de valor. Los oficiales superiores se quedan con espada y arma de servicio.
Los oficiales, suboficiales y hombres que se entreguen reciben inmediatamente comida normal. Se brinda asistencia médica a todos los heridos, enfermos y dañados por las heladas. Esperamos su respuesta por escrito el 9 de enero de 1943 a las 3:00 p.m. hora de Moscú por un representante autorizado personalmente por usted, que debe conducir por la carretera desde el punto de paso de Konnij hasta la estación de Kotluban en un automóvil de pasajeros marcado con una bandera blanca. Su representante será esperado el 9 de enero de 1943 a las 3:00 p.m. por oficiales rusos autorizados en Rayón  0.5 km al sureste del punto de paso 564.
Si nuestra solicitud de rendición es rechazada, anunciamos que las tropas del Ejército Rojo y la Fuerza Aérea Roja se verán obligadas a proceder a destruir las tropas alemanas rodeadas. Eres responsable de su destrucción ".         - Coronel general Rokossovsky
Tras el rechazo inicial de esta oferta por parte de los alemanes, las tropas restantes tuvieron que abandonar el combate el 31 de enero, sin poder imponer condiciones. De 107.800 soldados alemanes, solo 6.000 regresaron del cautiverio.

### Frente Occidental
El General de Artillería Dietrich von Choltitz, designado el 1 de agosto de 1944 como Comandante en Jefe de la Wehrmacht del Gran París, se puso en contacto con la Resistencia francesa a través del cónsul general sueco en París, Raoul Nordling, en vista del ataque anticipado de las tropas aliadas en París y mientras desobedece una orden de destrucción de monumento y edificios emitida por Hitler mediante desfiles militares y amenazas: hasta que entregó la ciudad al mayor general Leclerc como representante de las fuerzas armadas francesas regulares después de su captura el 25 de agosto de 1944. [5]
En 1944, el general de división Botho Henning Elster (1894-1952) ordenó la mayor rendición en el frente occidental: después de largas y agonizantes marchas hacia el norte con numerosas escaramuzas en retirada, Elster se rindió formalmente el 16 de septiembre de 1944 con 18.850 soldados y 754 oficiales en el Loira. Puente en Beaugency al general estadounidense Robert C. Macon de la 83.ª División de Infantería. Por ello Elster fue condenado a muerte el 7 de marzo de 1945 in absentia por el 1.er Senado de la Corte Marcial del Reich por “humanidad peligrosa e incomprendida”. [6]

## Diferencia con un armisticio
Mientras que un armisticio es una petición política de un cese temporal y luego normalmente definitivo de las hostilidades, una capitulación es un acto militar de redición. Mediante este acto, el líder de las tropas o ejércitos derrotados reconoce su derrota y su responsabilidad militar y entrega a su enemigo la entidad que estaba defendiendo: ciudad, región o país.
Ejemplos famosos de rendición son la de los Estados Confederados de América durante la Guerra de Secesión en 1865; la rendición de Alemania el 7 y 8 de mayo de 1945 al final de la Segunda Guerra Mundial, de Alemania, y de Japón, el 2 de septiembre de 1945; la del 14 de junio de 1982 poniendo fin a la guerra de las Malvinas.
En algunos casos, es el atacante quien debe rendirse en el territorio que ha invadido, como el 31 de enero de 1943, en Stalingrado, cuando el mariscal de campo alemán Friedrich Paulus firmó la rendición de su ejército en el sector sur de la ciudad.

## Significado e implicancias
La capitulación es un reconocimiento formal, estructurado y oficial de que una parte ha sido derrotada y acepta dejar de luchar. Esto a menudo implica la firma de un acuerdo que detalla las condiciones de la rendición.
El documento de capitulación suele incluir términos y condiciones que pueden abordar cuestiones como el trato a los prisioneros, el manejo del equipo militar y la retirada de tropas. Estos términos generalmente se negocian para prevenir conflictos adicionales y para delinear las condiciones de paz o ocupación.
La capitulación posee generalemnte implicancias legales y políticas. La capitulación suele tener ramificaciones legales bajo el derecho internacional, especialmente en relación con el trato de las partes derrotadas y sus derechos. Políticamente, señala un cambio de poder y puede llevar a cambios significativos en la gobernanza, el control territorial o las alianzas políticas.
La capitulación en el marco de una guerra es un evento crucial que pone fin a las hostilidades y establece el escenario para el orden posguerra. Sus implicncias son multifacéticas, afectando todo, desde la cesación inmediata de la lucha hasta los resultados políticos, legales y sociales a largo plazo.

### Implicancias de la Capitulación
Consecuencias inmediatas
- Fin del conflicto: La capitulación generalmente marca el final del conflicto militar activo entre las partes involucradas. Puede llevar a un alto el fuego o un armisticio.
- Impacto humanitario: Las consecuencias inmediatas de la capitulación pueden afectar a los civiles, incluyendo el desplazamiento de poblaciones, cambios en la gobernanza y la provisión de ayuda humanitaria.

1- Desplazamiento y Refugiados:
- Movimientos de población: La capitulación a menudo lleva a un desplazamiento significativo de poblaciones. Los civiles pueden verse forzados a abandonar sus hogares debido al temor de represalias, cambios en las fronteras o inestabilidad. Este desplazamiento crea una crisis de refugiados, que requiere ayuda y apoyo internacional.
- Condiciones de vida: Las poblaciones desplazadas a menudo enfrentan condiciones de vida precarias en campos de refugiados o albergues temporales. Estas condiciones pueden incluir falta de alimentos, agua, atención médica y refugio adecuados, exacerbando la crisis humanitaria.

2- Reconstrucción y recuperación:
- Daño a la infraestructura: las guerras a menudo dejan tras de sí daños extensos en la infraestructura, incluyendo viviendas, escuelas, hospitales y redes de transporte. El proceso de reconstrucción de estas estructuras es tanto financiero como logísticamente desafiante y requiere asistencia humanitaria significativa.
- Impacto económico: el impacto económico de la guerra y la capitulación puede ser severo. Las economías pueden ser devastadas, con pérdida de medios de vida e inestabilidad económica. La ayuda humanitaria a menudo incluye apoyo económico para ayudar a reconstruir y estabilizar las regiones afectadas.

3- Servicios de Salud y Sociales:
- Necesidades de atención médica: la guerra a menudo resulta en un aumento de las necesidades médicas, desde el tratamiento de heridas hasta el abordaje de problemas de salud a largo plazo relacionados con el conflicto. Tras la capitulación, es necesario reconstruir y expandir los servicios de salud para abordar estas necesidades.
- Apoyo psicosocial: la provisión de apoyo psicosocial se vuelve crucial para ayudar a los individuos y comunidades a recuperarse del trauma de la guerra. Esto incluye consejería, servicios de salud mental y programas de apoyo comunitario.

4- Justicia y reconciliación:
- Crímenes de guerra y responsabilidad: En la etapa posterior a la capitulación, a menudo se enfoca en la rendición de cuentas por crímenes de guerra y violaciones de derechos humanos. Asegurar justicia para las víctimas y abordar las quejas es un componente crítico de los esfuerzos humanitarios.
- Esfuerzos de reconciliación: La paz y recuperación a largo plazo a menudo requieren esfuerzos de reconciliación para sanar sociedades divididas. Esto incluye abordar las causas raíz del conflicto, fomentar el diálogo entre grupos opuestos y trabajar hacia la unidad nacional.

Ramificaciones políticas
- Cambio en la gobernanza: La parte que se rinde podría experimentar un cambio en el liderazgo político o un cambio en la estructura del gobierno como resultado de los términos de la rendición.[6]
- Cambios territoriales: Los términos de la capitulación podrían implicar la cesión de territorio, lo cual puede alterar las fronteras e impactar la soberanía nacional.[6]

Efectos estratégicos y a largo plazo
- Reconstrucción posguerra: La capitulación a menudo lleva a un período de reconstrucción y estabilización, que puede ser complejo y prolongado, involucrando la reconstrucción de infraestructura y la resolución de problemas políticos y sociales.[6][8]
- Impacto en las relaciones internacionales: Los términos de la capitulación pueden influir en las relaciones diplomáticas futuras entre las partes involucradas y con otras naciones. También podría sentar precedentes sobre cómo se manejan situaciones similares en el futuro.[6]
- Impacto psicológico: Los efectos psicológicos en ambas partes, la victoriosa y la derrotada, pueden ser profundos, afectando la moral y la identidad nacional.[9]

- --En la parte derrotada

- Trauma y estrés: La experiencia de la capitulación puede ser psicológicamente traumática tanto para los soldados como para los civiles. El fin abrupto de las hostilidades puede traer una mezcla de alivio y angustia, especialmente si sigue a un período de conflicto intenso. Los individuos pueden sufrir de ansiedad, depresión o trastorno de estrés postraumático (TEPT) mientras tratan de aceptar su derrota y las pérdidas que han sufrido.[9]
- Sentimiento de vergüenza o fracaso: La rendición a veces puede percibirse como un fracaso, lo que lleva a sentimientos de vergüenza o disminución del orgullo nacional. Para los soldados, esto puede implicar sentimientos personales de insuficiencia o culpa por no haber logrado su misión.[9]
- Identidad y moral: La identidad nacional y la moral de un país derrotado pueden verse profundamente afectadas. La población puede enfrentar dificultades con preguntas sobre la resiliencia y el futuro de su nación, lo que puede llevar a un sentimiento de desilusión o traición.

- --En la parte victoriosa

- Carga psicológica: la victoria, especialmente en un conflicto prolongado o devastador, no siempre trae un alivio psicológico inmediato. Los vencedores pueden experimentar culpa del sobreviviente, especialmente si la victoria se obtuvo a un alto costo, y pueden enfrentar las implicaciones éticas de su triunfo.[9]
- Adaptación a la paz: regresar a las rutinas de tiempos de paz y reconstruir una nación puede ser psicológicamente desafiante para los victoriosos. El cambio de operaciones de guerra a operaciones de paz requiere ajuste y puede traer su propio conjunto de tensiones, incluyendo la gestión de las expectativas de la victoria y los desafíos de la reconstrucción posguerra.[9]

Consideraciones Legales
- Crímenes de guerra y responsabilidad: los acuerdos de capitulación pueden abordar la cuestión de los crímenes de guerra y la responsabilidad de líderes e individuos por sus acciones durante el conflicto.[6][8]
- Derecho internacional: La rendición y sus términos a menudo son examinados bajo el derecho internacional, incluyendo las Convenciones de Ginebra, que regulan el trato de combatientes y civiles.[6][8]